# Export–Import Bank of the United States
Export-Import Bank of the United States (EXIM) je oficiální exportní úvěrová agentura federální vlády Spojených států. Banka funguje jako státem plně vlastněná korporace a jejím úkolem je pomáhat při financování a usnadňování amerického vývozu zboží a služeb, zejména když věřitelé ze soukromého sektoru nejsou schopni nebo ochotni poskytnout financování.
Úřadující prezidentka banky Reta Jo Lewis byla potvrzena Senátem 9. února 2022.

## Historie
Export-Import Bank byla založena v roce 1934 jako Export-Import Bank of Washington příkazem prezidenta Franklina D. Roosevelta. Deklarovaným cílem bylo „pomoci při financování a usnadnit vývoz a dovoz a výměnu komodit mezi Spojenými státy a jinými národy nebo agenturami nebo jejich státními příslušníky“. První transakcí banky byla půjčka 3,8 milionu dolarů Kubě v roce 1935 na nákup amerických stříbrných slitků.
V roce 1945 z ní učinil Kongres nezávislou agenturu v rámci výkonné moci.
Během své existence pomohla Export-Import Bank financovat několik historických projektů, včetně Pan-American Highway, Barma Road a rekonstrukcí po druhé světové válce. Zatímco zastánci tvrdí, že banka umožňuje malým a středním podnikům účastnit se globálního trhu, kritici tvrdí, že zvýhodňuje velké korporace.
Podle federálního zákona musí být EXIM každých čtyři až pět let znovu schválena Kongresem. V prosinci 2019 podepsal prezident Donald Trump zákon, který banku povolil do 31. prosince 2026.

## Činnost
EXIM je vládní agentura, která poskytuje řadu nástrojů určených k podpoře exportu amerického zboží a služeb. Posláním banky je vytvářet a udržovat pracovní místa v USA financováním prodeje vývozu z USA do jiných zemí. EXIM vybavuje americké exportéry a jejich zákazníky nástroji, jako
- financování kupujících,
- pojištění exportních úvěrů,
- přístup k provoznímu kapitálu.

Pravomoci a omezení banky podrobně popisuje charta banky. Platí zásada, že EXIM nesoutěží s věřiteli ze soukromého sektoru, ale spíše poskytuje financování transakcí, které by se jinak neuskutečnily, protože komerční věřitelé buď nejsou schopni nebo ochotni přijmout politické nebo obchodní riziko spojené s obchodem.
Produkty EXIM jsou určeny k podpoře exportního prodeje jakékoli americké exportní společnosti bez ohledu na její velikost. Charta banky stanoví, že EXIM zpřístupňuje „ne méně než 20 %“ své úvěrové pravomoci malým podnikům. Např. ve fiskálním roce 2013 však 76 % hodnoty úvěrů a záruk připadlo 10 nejvýznamnějším příjemcům.
Podobné banky, obecně známé jako exportní úvěrové agentury (ECA), provozuje 60 zahraničních zemí. Vzhledem k tomu, že Spojené státy americké jsou členem Organizace pro hospodářskou spolupráci a rozvoj (OECD), provádí EXIM svou činnost v souladu s pravidly a zásadami OECD, jejichž cílem je umožnit vývozcům v různých zemích soutěžit na základě kvality jejich zboží a služeb, nikoli na základě zvýhodněných podmínek financování. Naproti tomu exportní úvěrové agentury zemí, které nejsou členy OECD (zejména Čína, Rusko, Brazílie a Indie), nejsou povinny pravidla OECD dodržovat.

## Kanceláře
Export-Import Bank má sídlo ve Washingtonu D.C. a pobočky v Chicagu, Detroitu, Minneapolis, New Yorku, Miami, Atlantě, Houstonu, McKinney (Dallas), Orange County (Kalifornie), San Diegu, San Franciscu a Seattlu.